# Cornelia de falsis
Cornelia de falsis va ser una llei romana establerta pel dictador Luci Corneli Sul·la cap a l'any 673 de la fundació de Roma (80 aC), dividia en dos capítols: en el primer s'imposava la pena de mort als esclaus i la de deportació als homes lliures que falsejaven un testament, l'esborraven, el segellaven, l'intercalaven o el mutilaven, sempre que ho fessin amb voluntat deliberada (Dolós). El segon capítol castigava al que falsificava or o monedes, o adulterava monedes amb argent, o amb estany i plom.